# Марилес, Умберто
Умбе́рто Мари́лес Корте́с (исп. Humberto Mariles Cortés; 13 июня 1913, Идальго-дель-Парраль, Чиуауа — 6 декабря 1972, XIV округ Парижа) — мексиканский военный, двукратный олимпийский чемпион 1948 года по конному спорту.
Умберто Марилес Кортес родился в 1913 году в Паррале.
В 1948 году на Олимпийских играх в Лондоне он на лошади Арете завоевал золотые медали в конкуре (в личном и командном первенстве) и помог мексиканской сборной завоевать бронзовую медаль в троеборье. В 1955 году он завоевал золотую медаль Панамериканских игр в командном первенстве в конкуре (вместе с Роберто Виньалсом, Хайме де ла Гарсой и Хоакином Д’Аркоуртом).
14 августа 1964 года Умберто Марилес ехал домой с вечеринки в Мехико, когда его вытеснили с дороги. На следующем светофоре он достал пистолет и выстрелил в водителя-обидчика. Суд приговорил его к 25 годам тюрьмы, однако после 5 лет тюремного заключения Умберто Марилес был помилован президентом Мексики.
В 1972 году Умберто Марилес был арестован в Париже, будучи пойманным на перевозке наркотиков, и умер в тюрьме до суда в возрасте 59 лет.